# Psathyrostachys caduca
Psathyrostachys caduca är en gräsart som först beskrevs av Pierre Edmond Boissier, och fick sitt nu gällande namn av Aleksandre Melderis. Psathyrostachys caduca ingår i släktet Psathyrostachys och familjen gräs. Inga underarter finns listade i Catalogue of Life.